# Dacia Duster II
Pour l'album de jazz, voir Duster (album).
Pour les articles homonymes, voir Dacia Duster.
Le Dacia Duster est un SUV du groupe Renault commercialisé à partir de 2018 par le constructeur automobile roumain Dacia en Europe, au Maghreb, en Turquie et en Israël et par le constructeur Renault sur les autres marchés. Il est la seconde génération de Duster et succède au Duster I qui s'est vendu à plus de deux millions d'exemplaires en 7 ans de commercialisation.
Depuis 2018, le Dacia Duster II est le premier SUV en termes de parts de marché de voitures neuves vendues en Europe auprès des particuliers.

## Présentation

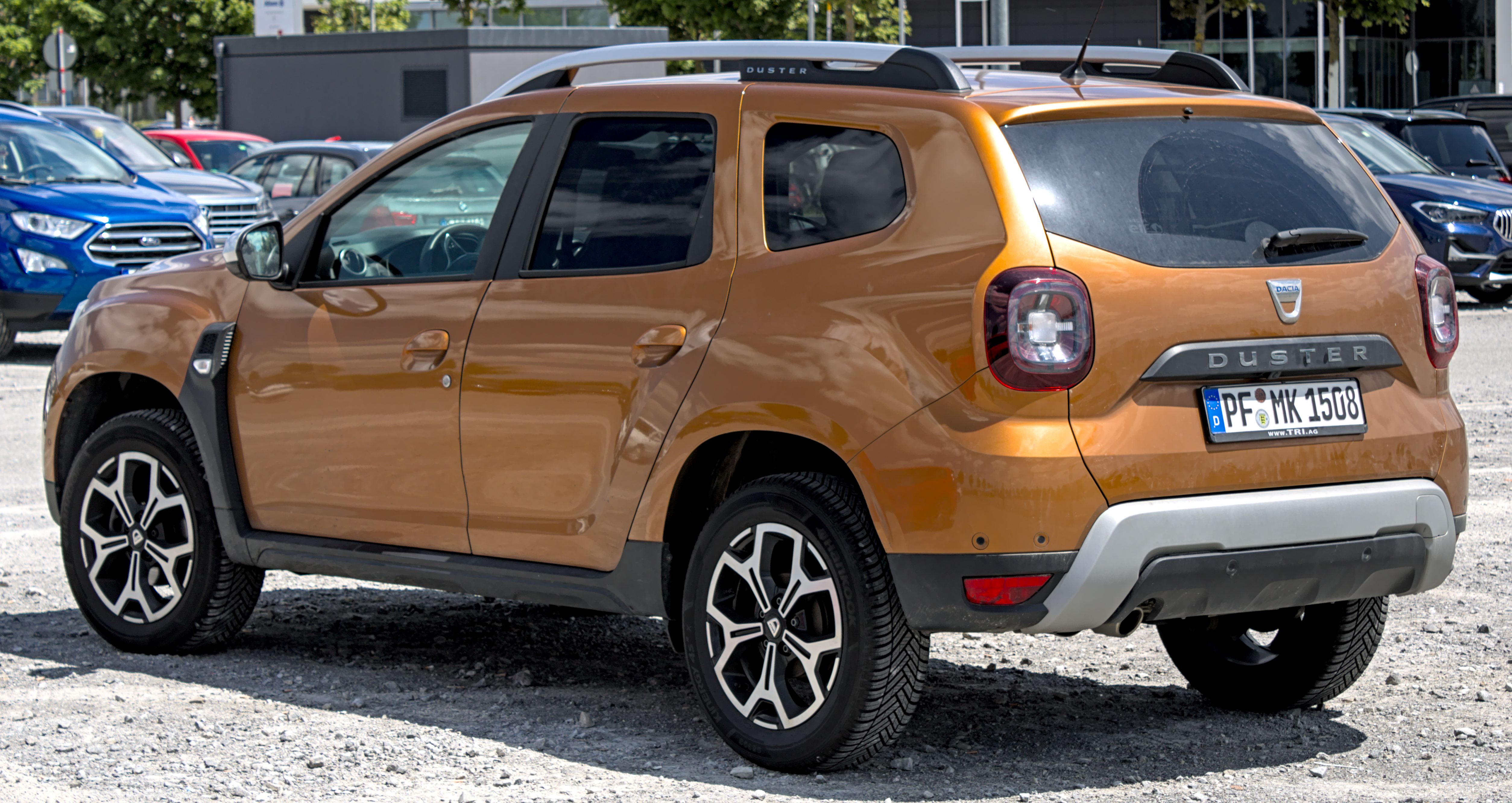
Dacia Duster II phase 1.

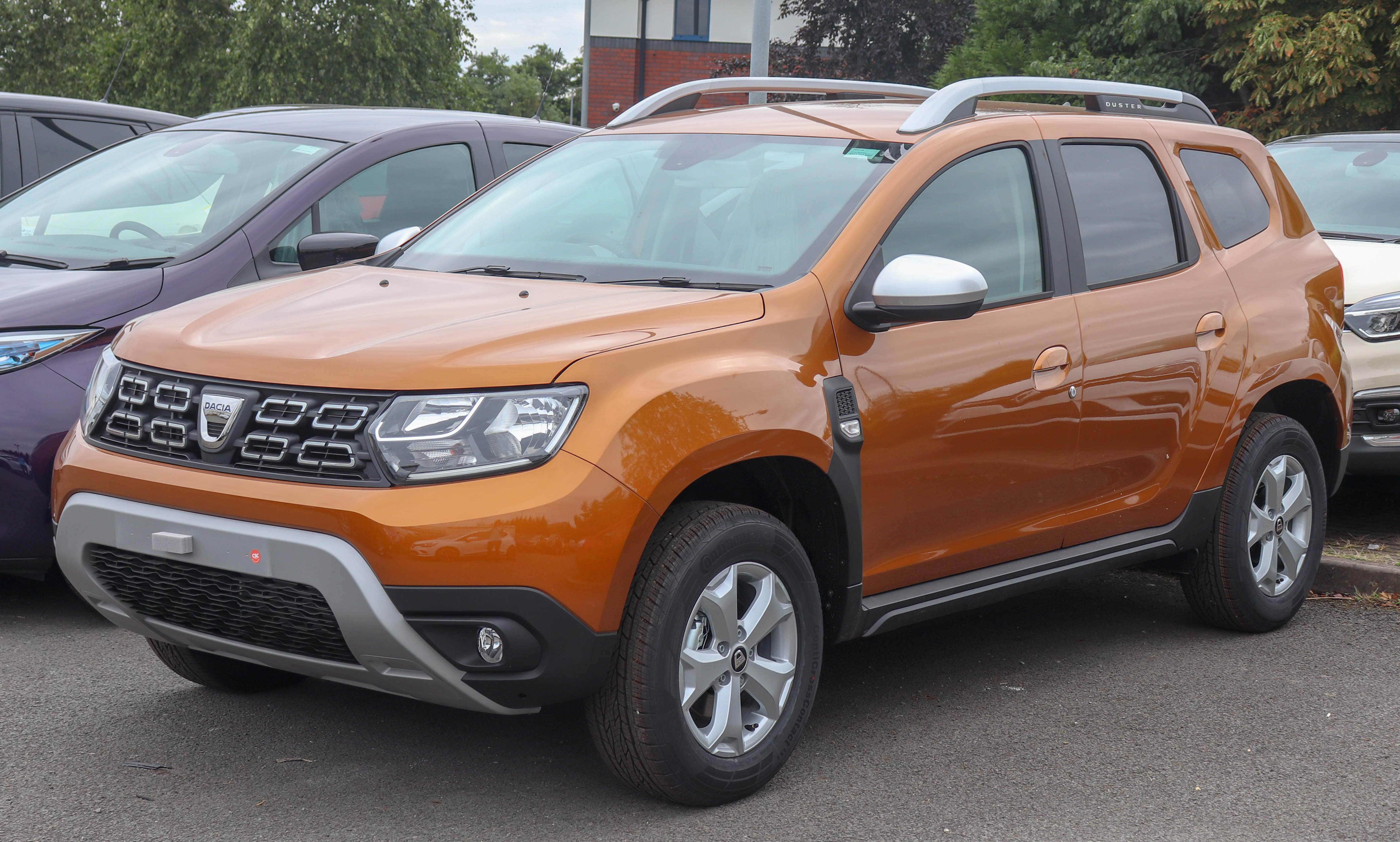
Dacia Duster II phase 1.

Le Duster II (nom de code en interne : HJD) est dévoilé officiellement le 30 août 2017 avant sa présentation le 12 septembre 2017 aux journées presse du salon de l'automobile de Francfort (14 au 24 septembre). Il est commercialisé le 18 janvier 2018.
Le Duster de seconde génération est dessiné par les équipes de Laurens van den Acker, notamment par Erde Tungaa qui avait déjà signé la première génération du modèle, et par Emmanuel Klissarov,. La ligne évolue peu par rapport à la première génération, mais elle est plus moderne grâce notamment aux nouveaux feux de jour à LEDs. Cette nouvelle mouture de Duster reprend les portes avant de la Sandero de seconde génération, comme le faisait son prédécesseur avec la première Sandero. Il reste disponible en version 4×2 et 4×4.

### Phase 2

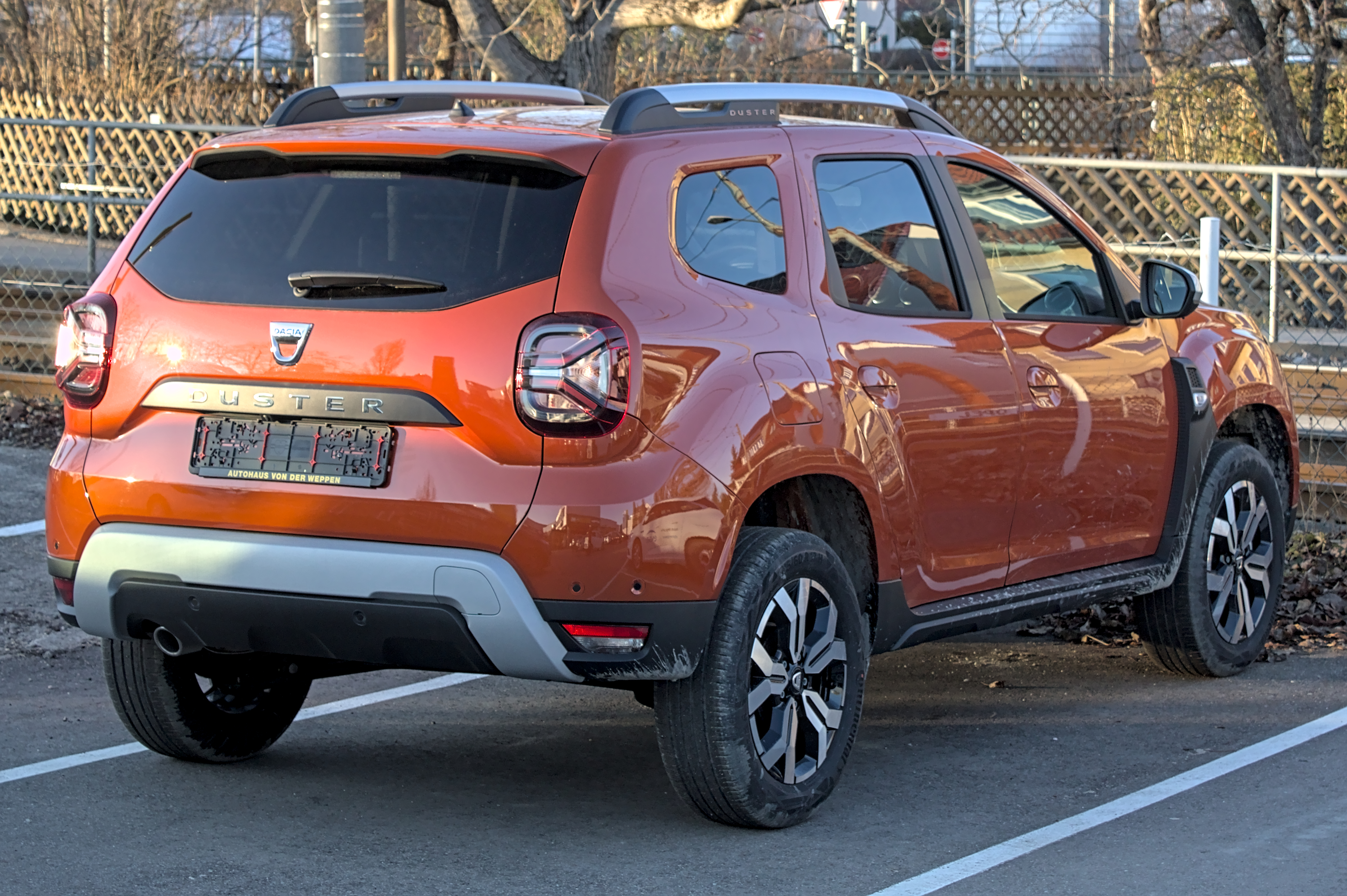
Dacia Duster II phase 2.

La version restylée du Duster est présentée le 22 juin 2021 pour une commercialisation en septembre 2021.
Pour son restylage, le Duster s'équipe d'une nouvelle signature lumineuse, à l'avant comme à l'arrière, évoquant celle de la Sandero de troisième génération. Le motif de la calandre est légèrement simplifié et un accoudoir central coulissant s'invite à bord.
Dacia réduit le nombre d'options sur sa finition Confort, mais l'équipement est légèrement étoffé. Ainsi, l'écran tactile passe de 7 à 8 pouces sur les finitions Confort et Prestige.
Le prix de base augmente d'environ 2 000 € à l'occasion de ce restylage avec la disparition de la finition d'entrée de gamme Access, qui représentait moins de 1 % des ventes. C'est la première fois, depuis la première Logan, que Dacia tire un trait sur la finition Access.
Le nombre de moteurs disponibles est réduit, avec désormais deux motorisations essence de 130 et 150 ch, une version essence/GPL de 100 ch, et en diesel une motorisation de 115 ch disponible en transmission intégrale. La motorisation la plus puissante est dorénavant disponible en série avec la boîte automatique à 6 rapports (EDC6).

### Phase 3
En juin 2022, le Duster II, reçoit à nouveau un restylage, comme les autres modèles de la gamme en 2024, et ce seulement un an après le précédent. La calandre est mise à jour avec le nouveau logo de la marque, le volant légèrement modifié, et tous les monogrammes sont remplacés.
Le Duster II reçoit une nouvelle planche de bord inspirée de celle qui équipe les Sandero III et Jogger. Les niveaux de gammes sont revus, de nouveaux équipements font leur apparition (essuie-glaces automatiques, rétroviseurs rabattables électriquement) et une nouvelle teinte « Kaki Lichen » fait son apparition pour chaque modèle,.

Dacia Duster II phase 3
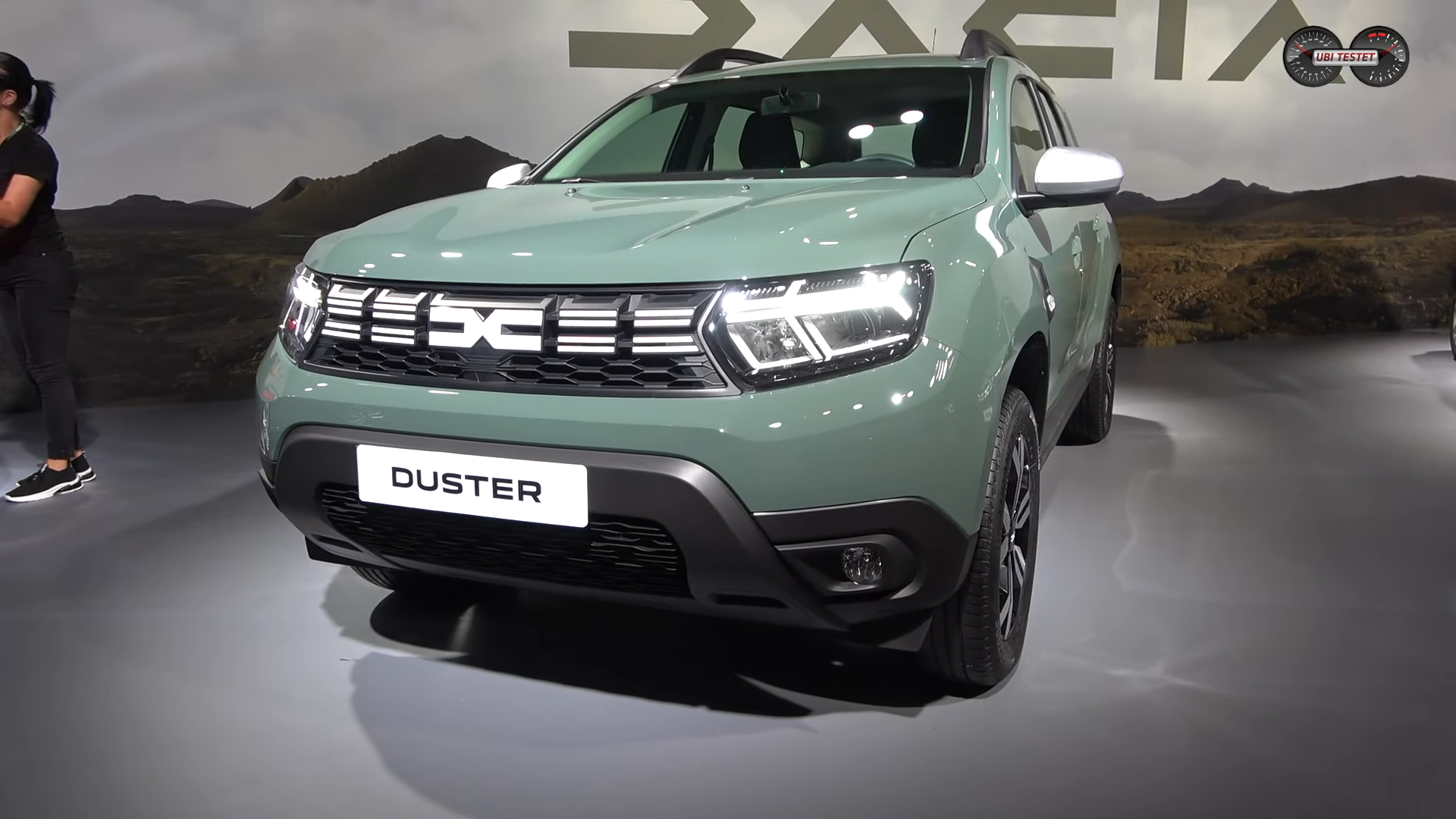
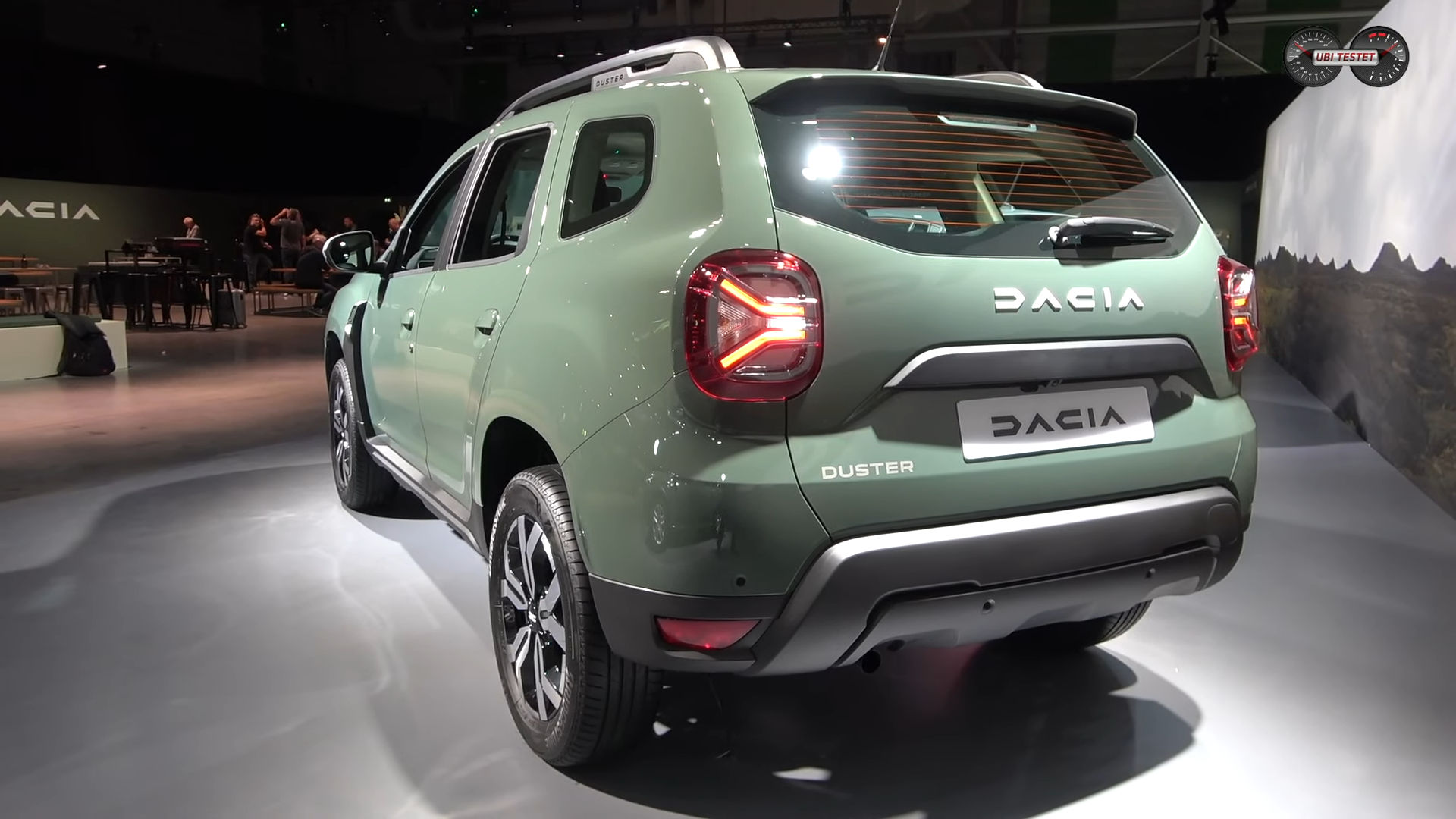
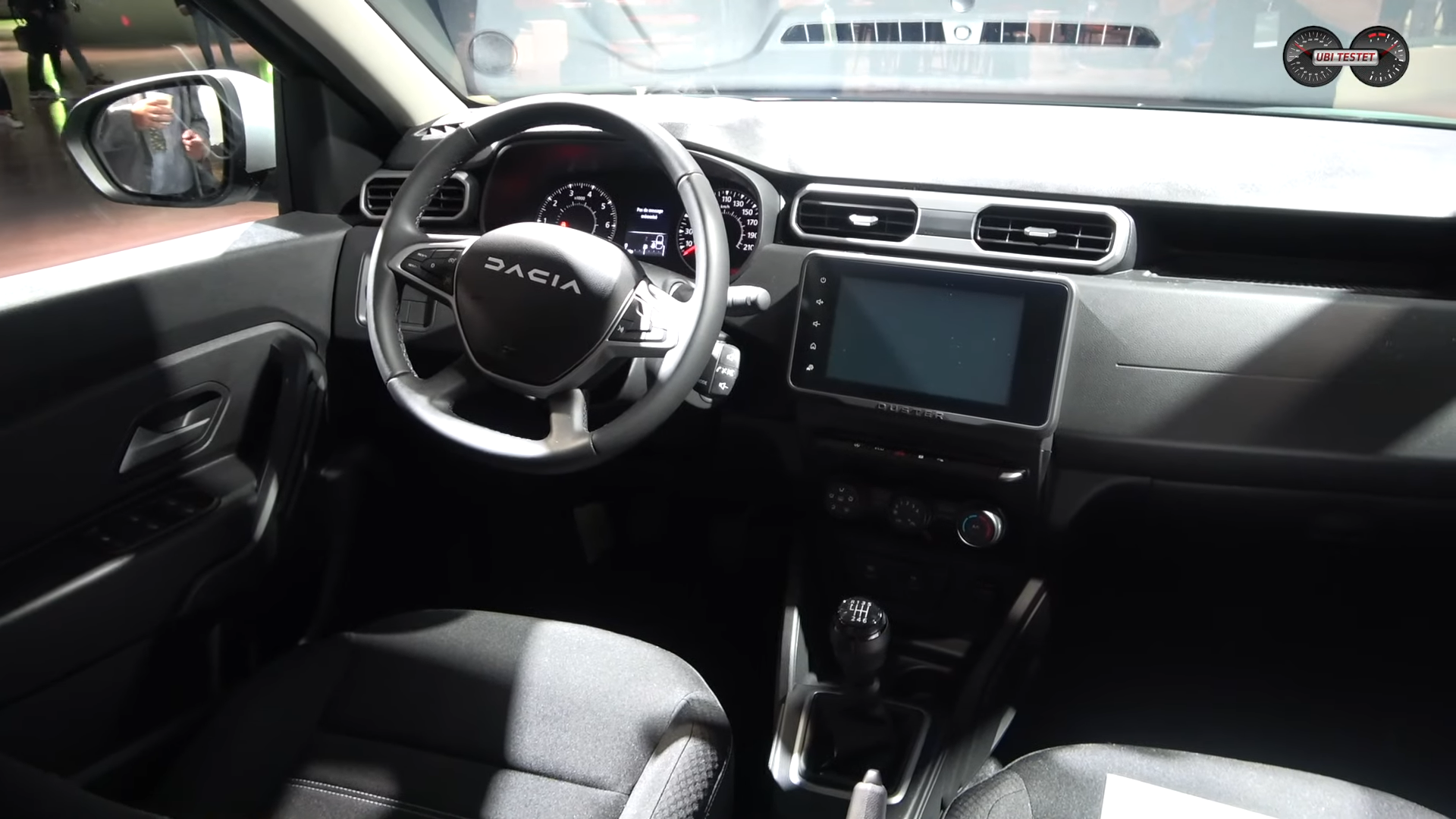

### Duster pick-up
Le 22 octobre 2020, le constructeur présente en Roumanie une version pick-up du Duster, réservée au marché local. Cette transformation est réalisée par le carrossier roumain Romturingia.
Le pick-up est motorisé par le quatre cylindres diesel 1.5 Blue dCi 115 ch associé à une boîte manuelle et à une transmission intégrale. Il est doté d'une benne de 1,65 m de long pour un volume utile de 1 000 litres qui peut supporter jusqu'à 500 kg.

## Caractéristiques
Ses dimensions (4,34 m) sont proches de celles de son cousin Renault Kadjar (4,45 m). Contrairement à ce dernier qui bénéficie de la plate-forme CMF, il repose sur la plate-forme B-Zéro, tout comme le Duster I.
Son coffre perd en capacité par rapport à son prédécesseur. Le Duster II à deux roues motrices offre 445 litres (475 pour l’ancien modèle) et la version 4x4 ne propose plus que 376 litres (443 pour l'ancien). Cette réduction de capacité est due à une meilleure isolation du véhicule[réf. nécessaire].

### Motorisations
Dans un premier temps le Duster II reçoit les mêmes motorisations essence et diesel que son prédécesseur.
Obligé de respecter les normes européennes, Dacia propose depuis l'été 2018 des moteurs récents (1.3 TCe en essence et Blue dCi en diesel).
Essence
Au lancement du modèle, deux moteurs essences sont proposés :
- La version essence 115 ch (1.6 SCe 115) qui existe en 4x2 et 4x4 mais n'est disponible qu'en 4x2 sur le marché français.
- La version essence 125 ch (1.2 TCE 125) qui existe en 4x2 et 4x4.
- Le 1.3 TCe est disponible en 130 et 150 ch, et décliné en 4x2 et 4x4. Les versions 4x4 sont commercialisées mi-2019.
- En juillet 2019, le 1.6 SCe 115 est remplacé par le 1.0 TCe 100 ch et disponible en 4x2 uniquement.
- En janvier 2020, Dacia présente le Duster Eco-G au Salon de l'automobile de Bruxelles équipé du 3-cylindres 1.0 TCe 100 ch fonctionnant au GPL.

|                                                      | 1.6 SCe              | 1.6 SCe              | 1.0 TCe              | 1.0 TCe              | 1.0 TCe GPL          | 1.2 TCe              | 1.2 TCe              | 1.3 TCe              | 1.3 TCe              | 1.3 TCe              | 1.3 TCe              |
| ---------------------------------------------------- | -------------------- | -------------------- | -------------------- | -------------------- | -------------------- | -------------------- | -------------------- | -------------------- | -------------------- | -------------------- | -------------------- |
| Disponibilité                                        | 01/2018 à 07/2019    | 01/2018 à 07/2019    | 07/2019 - 12/2020    | 02/2020 -            | 01/2021 -            | 01/2018 -            | 01/2018 -            | 06/2018 -            | 06/2018 -            | 06/2018 -            | 06/2018 -            |
| Types moteurs                                        | Moteur H4M           | Moteur H4M           | Moteur H5D           | Moteur H5D           | Moteur H5D           | Moteur H5FT          | Moteur H5FT          | Moteur H5H           | Moteur H5H           | Moteur H5H           | Moteur H5H           |
| Cylindrée (cm³)                                      | 1598                 | 1598                 | 999                  | 999                  | 999                  | 1197                 | 1197                 | 1333                 | 1333                 | 1333                 | 1333                 |
| Alimentation                                         | Atmosphérique        | Atmosphérique        | Turbocompressé       | Turbocompressé       | Turbocompressé       | Turbocompressé       | Turbocompressé       | Turbocompressé       | Turbocompressé       | Turbocompressé       | Turbocompressé       |
| Architecture                                         | 4-cylindres en ligne | 4-cylindres en ligne | 3-cylindres en ligne | 3-cylindres en ligne | 3-cylindres en ligne | 4-cylindres en ligne | 4-cylindres en ligne | 4-cylindres en ligne | 4-cylindres en ligne | 4-cylindres en ligne | 4-cylindres en ligne |
| Puissance maximale ch                                | 115                  | 115                  | 100                  | 91                   | 101                  | 125                  | 125                  | 130                  | 130                  | 150                  | 150                  |
| au régime de (tr/min)                                | 5 500                | 5 500                | 5 000                | 5 000                | 5 000                | 5 250                | 5 250                | 5 000                | 5 000                | 5 250                | 5 250                |
| Couple maximal (N m)                                 | 156                  | 156                  | 160                  | 160                  | 160                  | 205                  | 205                  | 240                  | 240                  | 250                  | 250                  |
| au régime de (tr/min)                                | 4 000                | 4 000                | 2 750                | 2 000                | 2 750                | 2 000                | 2 000                | 1 600                | 1 600                | 1 700                | 1 700                |
| Boîte de vitesses                                    | BVM5                 | BVM5                 | BVM5                 | BVM6                 | BVM6                 | BVM6                 | BVM6                 | BVM6                 | BVM6                 | BVM6                 | BVM6                 |
| Transmission                                         | Traction             | Intégrale            | Traction             | Traction             | Traction             | Traction             | Intégrale            | Traction             | Intégrale            | Traction             | Intégrale            |
| Vitesse maximale (en km/h)                           | 172                  | 170                  | 168                  | 166                  | 168                  | 175                  | 177                  | 191                  | 186                  | 200                  | 196                  |
| 0-100 km/h (en s)                                    | 11.9                 | 12.9                 | 12.5                 | 13.1                 | 13.8                 | 10.4                 | 11.0                 | 11.1                 | 11.1                 | 10.4                 | 10.6                 |
| Consommation (en ℓ/100 km) urbain/extra-urbain/mixte | 5.7/8.0/6.5          | 7.0                  | 5.5                  |                      |                      | 6.3                  | 6.4                  | 5.3/7.3/6.0          | 5.6/7.6/6.4          | 5.3/7.3/6.0          | 5.8/7.6/6.4          |
| Masse à vide (kg)                                    | 1179                 |                      | 1191                 | 1191                 | 1252                 |                      |                      | 1234                 | 1331                 | 1234                 | 1331                 |
| Émissions de CO2 (en g/km)                           | 149                  | 158                  | 125                  | 138                  | 145                  | 155                  | 145                  | 138                  | 145                  | 138                  | 145                  |

Diesel
Deux moteurs diesels sont proposés au lancement du Duster II : la version diesel 90 ch (dCi 90) qui n'existe qu'en 4x2, et la version diesel 110 ch (dCi 110) qui existe en 4x2 boîte manuelle ou automatique, et 4x4 boite manuelle.
En juin 2018, Dacia revoit sa gamme de motorisations diesel pour répondre à la norme Euro 6-dTemp. De plus, les versions changent de nom et de puissance avec le 1.5 Blue dCi 95 ch et 1.5 Blue dCi 115 ch. Ces moteurs nécessitent l'ajout d'un liquide AdBlue.
|                                                      | 1.5 dCi 90           | 1.5 dCi 110          | 1.5 dCi 110          | 1.5 Blue dCi 95       | 1.5 Blue dCi 115      | 1.5 Blue dCi 115      |
| ---------------------------------------------------- | -------------------- | -------------------- | -------------------- | --------------------- | --------------------- | --------------------- |
| Disponibilité                                        | janvier à juin 2018  | janvier à juin 2018  | janvier à juin 2018  | à partir de juin 2018 | à partir de juin 2018 | à partir de juin 2018 |
| Types moteurs                                        | K9K                  | K9K                  | K9K                  | K9K                   | K9K                   | K9K                   |
| Cylindrée (cm³)                                      | 1 461                | 1 461                | 1 461                | 1 461                 | 1 461                 | 1 461                 |
| Alimentation                                         | Turbocompressé       | Turbocompressé       | Turbocompressé       | Turbocompressé        | Turbocompressé        | Turbocompressé        |
| Architecture                                         | 4-cylindres en ligne | 4-cylindres en ligne | 4-cylindres en ligne | 4-cylindres en ligne  | 4-cylindres en ligne  | 4-cylindres en ligne  |
| Puissance maximale ch                                | 90                   | 110                  | 110                  | 95                    | 115                   | 115                   |
| au régime de (tr/min)                                | 3 750                | 4 000                | 4 000                |                       |                       |                       |
| Couple maximal (N m)                                 | 200                  | 260                  | 260                  | 240                   | 260                   | 260                   |
| au régime de (tr/min)                                | 1 750                | 1 750                | 1 750                | 1 750                 | 1 750                 | 1 750                 |
| Boîte de vitesses                                    | BVM6                 | BVM6                 | BVM6                 | BVM6                  | BVM6                  | BVM6                  |
| Transmission                                         | Traction             | Traction             | Intégrale            | Traction              | Traction              | Intégrale             |
| Vitesse maximale (en km/h)                           | 156                  | 169                  | 168                  | 169                   | 181                   | 177                   |
| 0-100 km/h (en s)                                    | 13.8/14.2            | 11.8                 | 12.4                 | 12.6                  | 10.5                  | 10.4                  |
| Consommation (en ℓ/100 km) urbain/extra-urbain/mixte | 5.0/4.7              | 4.4                  | 4.7                  | 4.0/4.4/4.2           | 3.9/4.7/4.2           | 4.5/4.9/4.7           |
| Masse à vide (kg)                                    |                      |                      |                      | 1 314                 | 1 320                 | 1 405                 |
| Émissions de CO2 (en g/km)                           | 115/126/123          | 115                  | 123                  | 115                   | 115                   | 123                   |

## Finitions
À son lancement, la gamme Duster s'articule autour de quatre niveaux de finitions.
- Duster :[Jusqu'à quand ?]
- 6 airbags (frontaux, latéraux, rideaux)
- Allumage automatique des feux
- Condamnation centralisée des portes
- Boucliers ton carrosserie
- Limiteur de vitesse
- Direction assistée à assistance électrique variable
- Lève-vitres avant électriques
- Fixation Isofix aux places arrière
- Signature lumineuse à LED

- Essentiel (Duster +) :
- Système de contrôle en descente sur version 4x4
- Barres de toit longitudinales
- Climatisation manuelle
- Radio Plug&Music
- Sièges arrière 1/3 – 2/3
- Siège conducteur réglable en hauteur
- Volant réglable en hauteur et profondeur

- Confort (Essentiel +) :
- Jantes alliages 16 pouces
- Lève-vitres arrière électriques
- Projecteurs antibrouillard
- Radars de recul
- Régulateur de vitesse
- Rétroviseurs extérieurs dégivrants à réglage électrique

- Prestige (Confort  +) :
- 2 tweeters en planche de bord
- Caméra de recul
- Climatisation automatique
- Jantes aluminium 17 pouces diamantées
- Pack look extérieur (skis avant et arrière, rétroviseurs et barres de toit chromé satiné, vitres arrière surteintées)
- Media Nav Evolution
- Siège conducteur avec réglage lombaire et accoudoir intégré
- Tiroir de rangement sous le siège passager.

Dès juin 2022 et l'adoption de la nouvelle identité de marque de Dacia, les finitions deviennent :
- Essential
- Expression
- Journey
- Journey+

### Séries limitées
- Techroad[24]
- Black Collector (2019), 500 exemplaires.
- Techroad (2019)
- 15 ans (2020), 500 exemplaires , uniquement en France[25]
- Evasion (2020)[26]
- Extreme (2022)[27]
- Mat Edition (2022), 400 exemplaires[28]

#### Séries spéciales
- Camouflage Edition
- CarPoint Edition

## Production et ventes

### En France
Le Dacia Duster II est produit dans quatre usines différentes :
- Pitești (Roumanie)
- Curitiba (Brésil)
- Envigado (Colombie) - depuis 2020
- Moscou (Russie) - 2020-2022
- Lagos (Nigeria) en partenariat avec Coscharis - depuis 2021 (kit SKD)[29],[30]

Le graphique ci-dessous représente le nombre de Duster II immatriculés en tant que voitures particulières en France durant toutes les années de sa carrière.
Les chiffres des années 2020 et 2021 sont à interpréter différemment à cause de la pandémie de Covid-19 qui a engendré d'importants problèmes économiques (fermetures d'usines, confinements, pénurie de semi-conducteurs,...).
Le graphique qui aurait dû être présenté ici ne peut pas être affiché car il utilise l'ancienne extension Graph, désactivée pour des questions de sécurité. Des indications pour créer un nouveau graphique avec la nouvelle extension Chart sont disponibles ici.

Les données des tableaux suivants sont issus des dossiers de presse mensuels réalisés par le CCFA. Elles concernent le nombre de voitures immatriculées en France en tant que voitures particulières.
| Année | Nombre de véhicules immatriculés | Évolution par rapport à l'année précédente | Position dans le classement des véhicules les plus immatriculés |
| ----- | -------------------------------- | ------------------------------------------ | --------------------------------------------------------------- |
| 2018  | 46 931                           | -                                          | 9e/100                                                          |
| 2019  | 48 957                           | + 4 %                                      | 11e/100                                                         |
| 2020  | 30 260                           | - 38 %                                     | 12e/100                                                         |
| 2021  | 31 058                           | + 3 %                                      | 9e/100                                                          |

| Année | Part de marché en France |
| ----- | ------------------------ |
| 2018  | 2,2 %                    |
| 2019  | 2,2 %                    |
| 2020  | 1,8 %                    |
| 2021  | 1,9 %                    |

### En Europe
Depuis 2018, le Dacia Duster II est le premier SUV en termes de parts de marché de voitures neuves vendues en Europe auprès des particuliers.
Ventes de Dacia Duster II en Europe,:
- 2018 : 180 391 (première et deuxième génération confondues, les ventes de Duster I étant résiduelles, puisque le Duster II a été livré à partir de janvier 2018)
- 2019 : 220 167
- 2020 : 139 269
- 2021 : 144 772
- 2022 : 146 747

### Dans le monde
Comme son prédécesseur, en dehors de l'Europe, de la Turquie, du Maroc et d'Israël, le Duster II est commercialisé par Renault, et non Dacia.

Renault Duster II
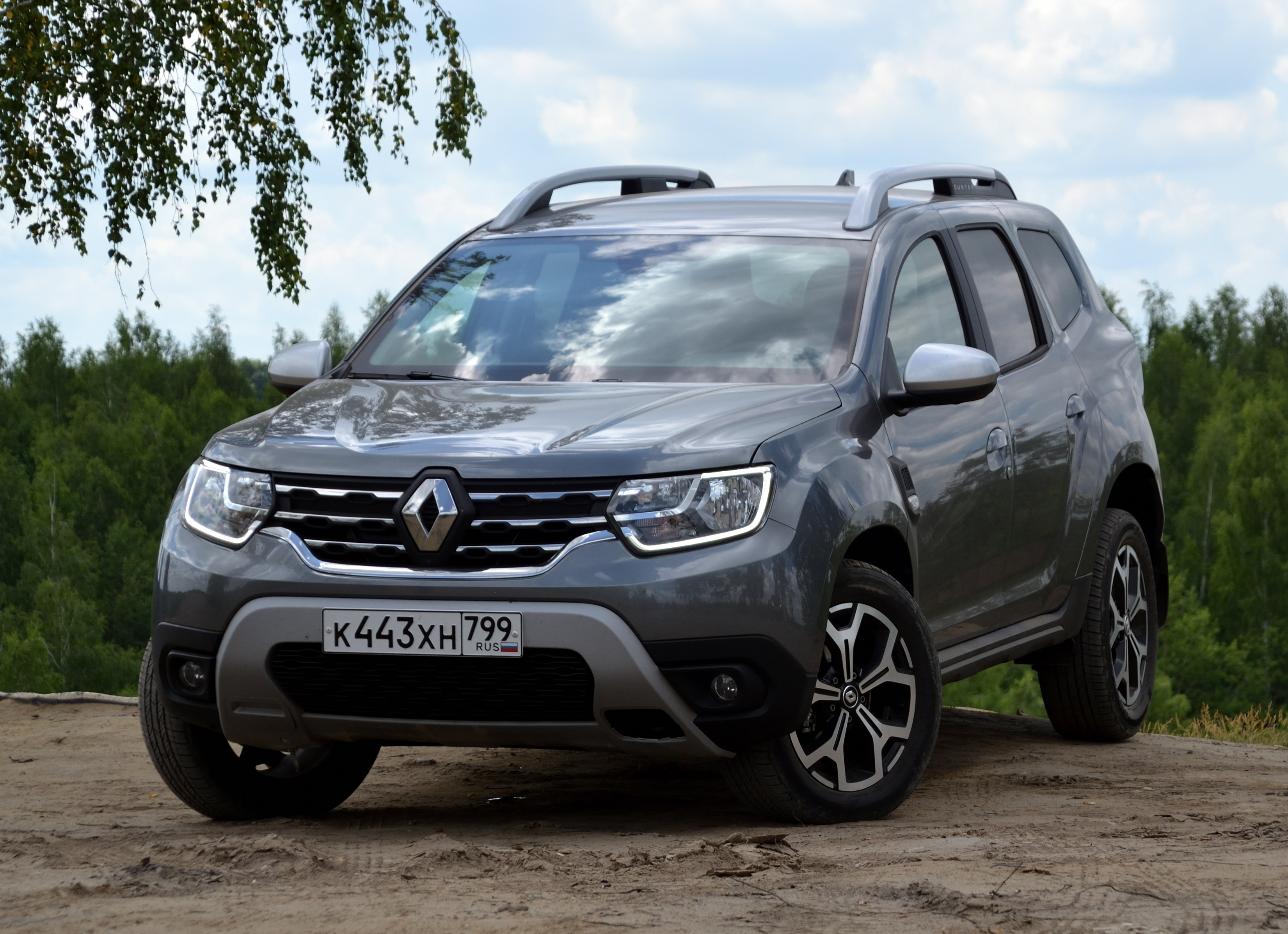
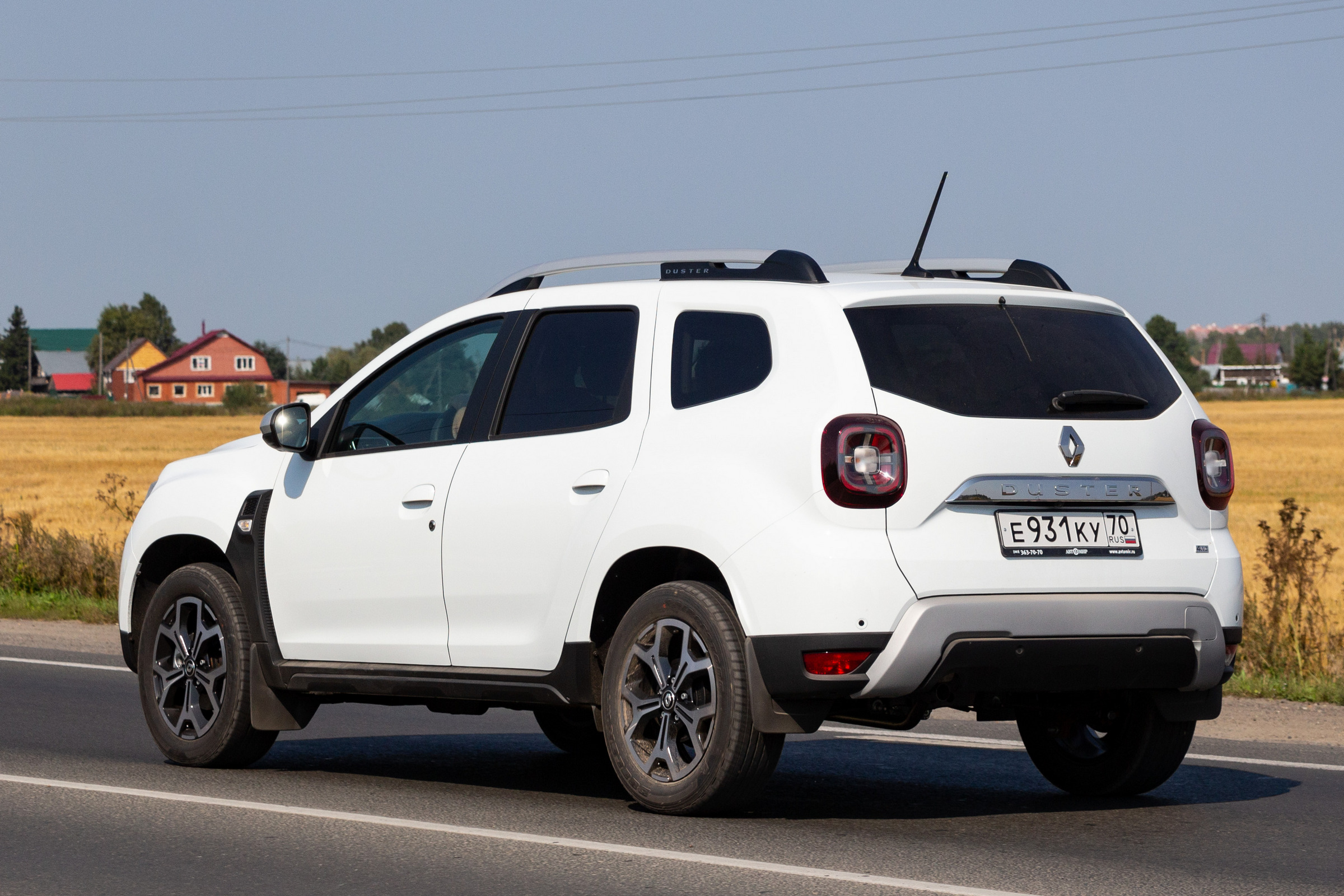

## Projet avorté
Dacia a étudié un dérivé SUV coupé dérivé du Duster II, mais ce projet n'a pas connu de suite en grande série. 